# Maszt pomiarowy

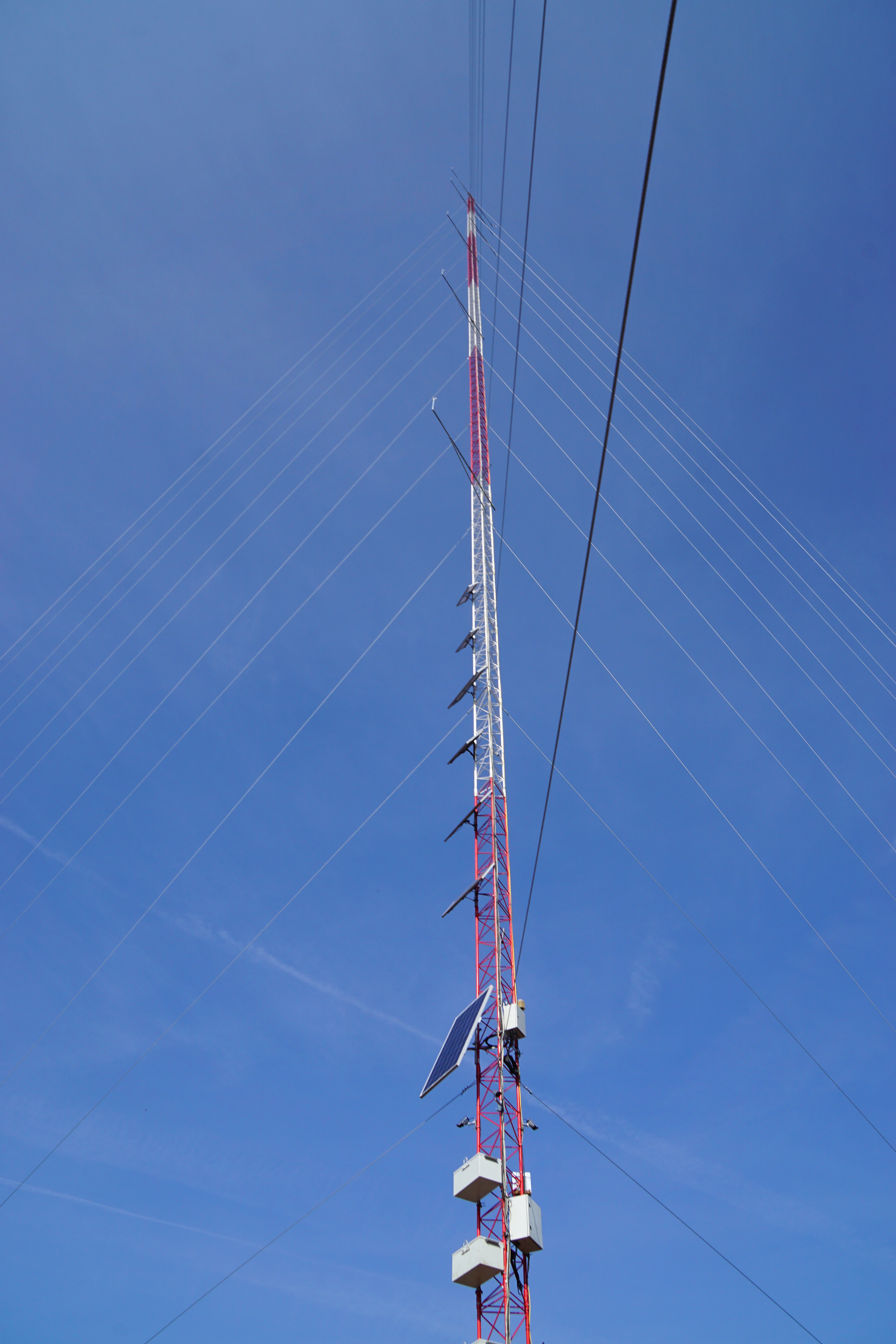
Maszt do pomiaru siły wiatrów

Maszt pomiarowy - urządzenie służące do pomiaru charakterystyki wiatru. Jest to maszt z odciągami, przymocowany do podłoża za pomocą kotwic. Wysokości masztów wynoszą kilkadziesiąt metrów, np. 50 m, choć spotyka się maszty o wysokości nawet 125 m.
Maszty te stawiane są na okres min. 1 roku, w celu określenia warunków potrzebnych do określenia charakterystyk wiatrów. Maszty wyposażone są w czujniki prędkości i kierunku wiatrów, umieszczone na różnych wysokościach. Jest to konieczne, w celu pomiaru sił i kierunku wiatrów na różnych wysokościach.